# Дикранум
Дикранум (лат. Dicranum) — род листостебельных мхов семейства Дикрановые (Dicranaceae).
Мхи этого рода разрастаясь образуют плотные подушки, расселяясь на почве, упавших стволах деревьев и по скалам. Стебли вертикальные, обычно одиночные и не ветвящиеся, достигающие до 10 сантиметров в высоту.
Представители рода встречаются по всему миру. В Северной Америке они обычно приурочены к сосновым лесам.

## Таксономия
Dicranum Hedw., 1801, Sp. Musc. Frond. 126.
Некоторые виды в прошлом могли относить к роду Orthodicranum (Bruch & Schimp.) Loeske.

### Виды
Сведения о числе видов могут сильно различаться в зависимости от источника, одни авторы насчитывают 92 вида, другие до 140 видов, по сведениям ресурса The Plant List насчитывается более 320 видов, некоторые из них:
- Dicranum acutifolium (Lindb. & Arnell) C.Jens. ex Weinm. — Дикранум остролистный
- Dicranum bonjeanii De Not. — Дикранум Бонжана
- Dicranum brevifolium (Lindb.) Lindb. — Дикранум коротколистный
- Dicranum dispersum Engelmark — Дикранум рассеянный
- Dicranum drummondii Müll.Hal. — Дикранум Драммонда
- Dicranum elongatum Schleich. ex Schwägr. — Дикранум удлинённый
- Dicranum flagellare Hedw. — Дикранум флагелленосный
- Dicranum fragilifolium Lindb. — Дикранум ломколистный
- Dicranum fuscescens Turner — Дикранум буроватый
- Dicranum leioneuron Kindb. — Дикранум гладкожилковый
- Dicranum majus Turner — Дикранум большой
- Dicranum montanum Hedw. — Дикранум горный
- Dicranum muehlenbeckii Bruch & Schimp. — Дикранум Мюленбека
- Dicranum polysetum Sw. — Дикранум многоножковый
- Dicranum scoparium Hedw. — Дикранум метловидный
- Dicranum spadiceum J.E.Zetterst. — Дикранум каштановый
- Dicranum spurium Hedw. — Дикранум ложный
- Dicranum tauricum Sapjegin — Дикранум крымский
- Dicranum viride (Sull. & Lesq.) Lindb. — Дикранум зелёный